# Glengoyne
Glengoyne (aus gälisch „Glen Guin“ Tal der Wildgänse) ist eine Whiskybrennerei südlich von Killearn, Schottland, in den Campsie Hills in den südlichen Highlands.

## Geschichte
Bereits seit über 200 Jahren wird vor Ort Whisky hergestellt – zunächst illegal (aufgrund der hohen Steuern), nach Wegfall der Steuern wurde die Destillerie mit dem Namen Burnfoot of Dumgoyne 1833 legalisiert. Erster Eigner wurde George Connell. 1876 wurde Glengoyne von den Gebrüdern Lang aus Glasgow aufgekauft und 1905 in Glengoyne umbenannt, in den 1960er-Jahren von der Edrington Group und 2003 von der Ian Macleod Distillers Limited. Damit befindet sich die Destillerie als eine von nur noch sehr wenigen noch immer in unabhängigem schottischen Familienbesitz. Auf der Straße (West Highland Way), die das Brennhaus mit den Stills von ihren Lagerhäusern trennt, verläuft die Grenze zwischen den Highlands und den Lowlands. Die Destillerie liegt auf der Highlands-Seite. Es werden verschiedene Führungen, einige davon mit Verkostung, angeboten. Weiterhin existiert ein großer Shop, in dem neben den Produkten der Brennerei auch Souvenirs erworben werden können.

## Produktion
Das verwendete Wasser stammt nicht – wie vielleicht vermutet – aus dem kristallklaren kleinen Fluss, der an der Destillerie als Wasserfall vorbeifließt und später in den Loch Lomond mündet, sondern aus der weiter entfernten Bergregion. Das Wasser des kleinen Flusses bei der Destillerie würde zur Produktion mengenmäßig nicht ausreichen und dient lediglich zur Kühlung der Destillationsanlagen. Zur Reifung werden ausschließlich traditionelle Methoden und Rohstoffe verwendet, beispielsweise wird die verwendete Gerste zur Herstellung nur über einem Holzkohlefeuer gedarrt, die sechs hölzernen Washbacks bestehen aus traditioneller Oregon-Kiefer und es gibt nur drei Pot Stills (ein Wash Still & zwei Spirit Stills). Sie ist eine von nur noch zwei Destillerien, die Golden-Promise-Gerste verwenden (die andere ist Macallan). Außerdem wird ausschließlich ungetorftes Malz verwendet.
Für die Fässer wird nur amerikanische oder spanische Eiche verwendet. Meist stammen sie aus Jerez in Spanien, worin zuvor Premium Sherry hergestellt wurde.

## Abfüllungen
Die Whiskys werden sensorisch als leicht süß, rauch- und torffrei beschrieben. Des Weiteren werden auch apfelartige Aromen bzw. ein Geschmack nach Christmas Pudding beschrieben.

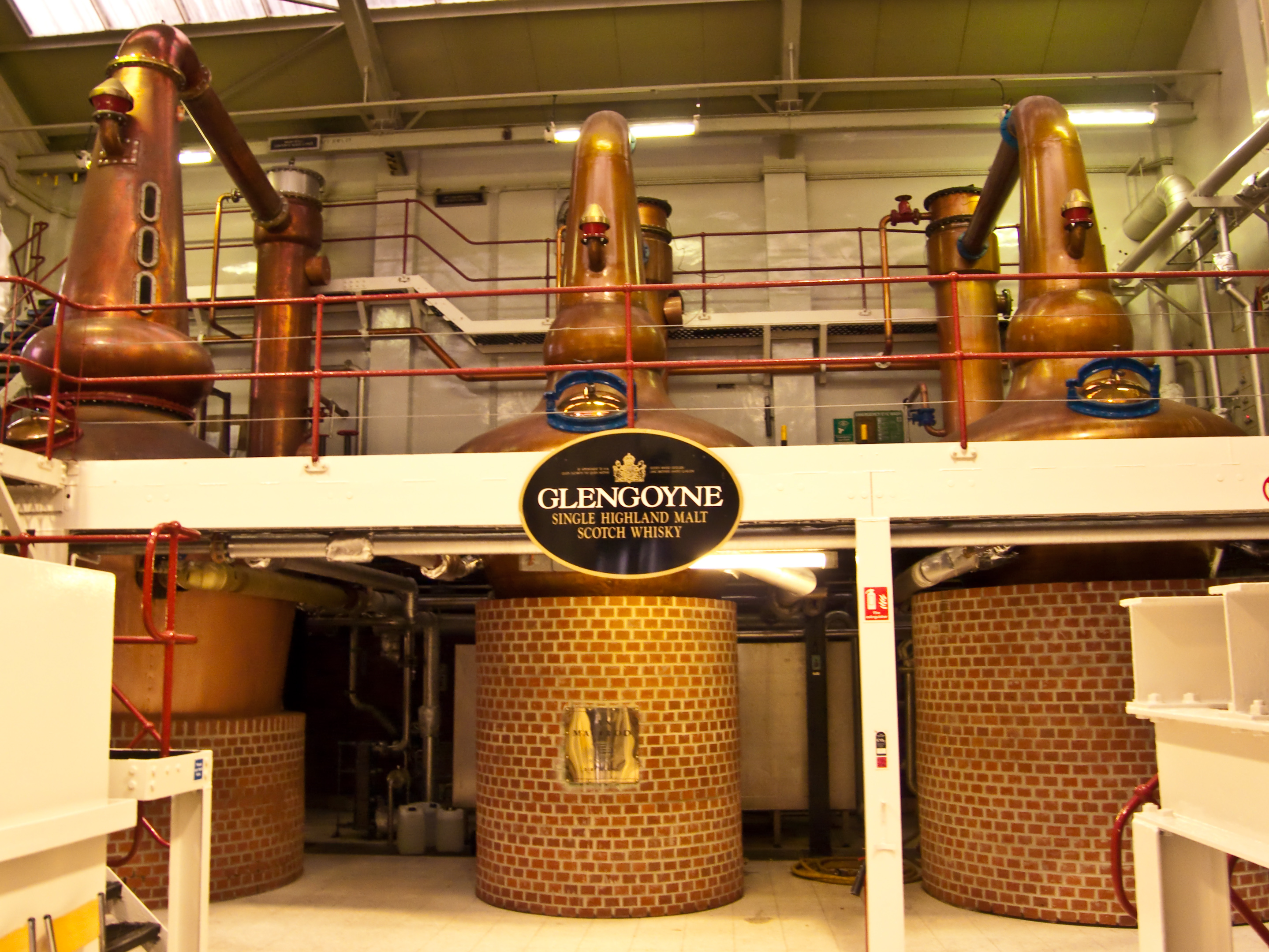
Brennblasen der Glengoyne-Destillerie

Glengoyne 10 years

Hauptsorten sind Single Malts im Alter von 10, 12, 15, 18, 21 und 25 Jahren. Daneben existieren auch verschiedene Sonderabfüllungen und Spezialeditionen.
Die verschiedenen Abfüllungen von Glengoynewhiskys wurden weltweit mit Preisen ausgezeichnet. Insbesondere der 18er-Single-Malt wurde vielfach prämiert wie zum Beispiel bei der „San Francisco World Spirits Competition“ oder auch wiederholte Siege beim „International Spirits Challenge“.